# Wolfgang Leonhard

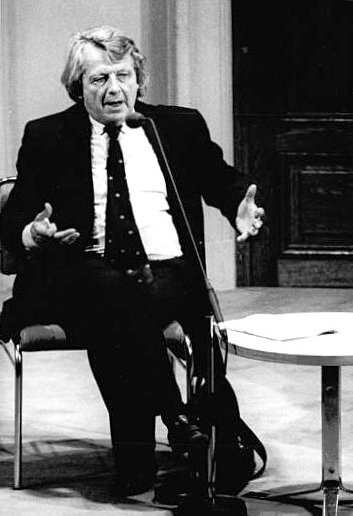
Wolfgang Leonhard in 1990

Wolfgang Leonhard (Wenen, 16 april 1921 – Daun (stad) 17 augustus 2014) was een politiek schrijver, historicus en kenner van de Sovjet-Unie en het communisme. Als lid van de Groep Ulbricht was hij betrokken bij de vestiging van het communisme in de Sovjet-bezettingszone in Duitsland, voordat hij in 1949 naar Joegoslavië vluchtte.

## Leonhards leven

### Jeugd in Duitsland en Zweden
Wolfgang Leonhard is de zoon van publiciste Susanne Leonhard (1895–1984), die nauw bevriend was met Karl Liebknecht en Rosa Luxemburg. Als vader geldt Rudolf Leonhard (1889–1953), met wie Susanne Leonhard van 1918 tot 1919 getrouwd was. Bij de geboorte van Wolfgang Leonhard in 1921 was zij kortstondig volgens Sovjet-recht getrouwd met Mieczysław Broński (1882–1938), die als ambassadeur voor de Sovjet-Unie in Wenen verbleef. Bij zijn geboorte kreeg Leonhard de voornaam Wladimir (roepnaam: Wolodja) mee. Pas in 1945 ging hij de naam Wolfgang gebruiken.
In 1931 vestigden moeder en zoon zich in een linkse kunstenaarskolonie aan de Breitenbachplatz in Berlijn. Leonhard bezocht daar het Karl-Marx-Gymnasium in Berlin-Neukölln. In 1931 sloot hij zich aan bij de Jonge Pionieren: de jeugdafdeling van de Communistische Partij van Duitsland. Na de nationaalsocialistische machtsovername in 1933 stuurde zijn moeder hem voor de veiligheid naar een internaat in het Zweedse Viggbyholm, bij Stockholm. Zelf bleef zijn moeder tot 1935 in Duitsland.

### Tien jaar in de Sovjet-Unie
In het voorjaar ontving Leonhards moeder tijdens een bezoek in Zweden twee telegrammen die haar waarschuwden om niet meer naar Duitsland terug te keren.  In Zweden kreeg zij echter geen asiel. Moeder en zoon vestigden zich daarom in Moskou. In 1936, tijdens de Grote Zuivering die onder Stalin plaatsvond, werd Leonhards moeder gearresteerd. Zij zou tot 1948 in strafkampen verblijven.
Ten tijde van haar arrestatie woonde Wolfgang Leonhard, vanwege de woningnood in de stad, in een kinderhuis. Tot 1937 bezocht hij de Duitstalige Karl-Liebknecht-School, waar kinderen van communistische emigranten uit Duitsland en Oostenrijk onderwijs kregen in de Duitse taal maar volgens het Sovjet-systeem. Toen deze school moest sluiten vervolgde Leonhard zijn schoolopleiding aan een Russische school. In 1940 begon hij aan een opleiding aan de Pedagogische Hogeschool voor Vreemde Talen.
Eind september 1941, na de Duitse aanval op de Sovjet-Unie tijdens de Tweede Wereldoorlog, werd Leonhard samen met Duitse emigranten gedeporteerd naar Kazachstan. Hij slaagde erin aan het werk in de kolchozen te ontkomen en in Karaganda zijn opleiding te vervolgen aan een leraaropleiding.
In de zomer van 1942 werd Leonhard overgeplaatst naar een opleidingsinstituut van de Comintern, in Basjkirostan. Hier werden jonge communisten uit diverse landen voorbereid op de communistische strijd in hun eigen land. Studenten en docenten gebruikten niet hun eigen naam, maar een schuilnaam. Leonhard gebruikte de achternaam Linden. Toen de Comintern in 1943 werd opgeheven werd ook dit opleidingsinstituut gesloten. Vervolgens werd Leonhard omroeper bij een radiozender van het Nationaal Comité Vrij Duitsland: een Duitse verzetsbeweging tijdens de Tweede Wereldoorlog.

### Teugkeer naar Duitsland in 1945
Op 30 april 1945 keerde de toen 24-jarige Leonhard als lid van de Gruppe Ulbricht terug naar Berlijn, waar hij zich bezighield met de vestiging van het communisme in de Russische bezettingszone. Tot 1947 werkte hij op de afdeling agitatie en propaganda van de Communistische Partij van Duitsland (vanaf 1946 de SED: de Socialistische Eenheidspartij van Duitsland).
Van 1947 tot 1949 studeerde Leonhard geschiedenis aan de Karl Marx partijhogeschool van de SED. Toen in 1949 Joegoslavië besloot een eigen koers te varen binnen het communisme, sympathiseerde Leonhard met de Joegoslaven. De SED-partijlijn was echter verguizing van Joegoslavië. Leonhard, die zich met zijn sympathie voor de Joegoslavische koers verdacht maakte bij de partijleiding, besloot te breken met het stalinisme zoals dat toen in de Russische bezettingszone was vormgegeven. Hij vluchtte via Praag naar Belgrado, waar hij omroeper werd bij Radio Belgrado.
In 1950 vestigde Leonhard zich in West-Duitsland, waar hij optrad als Sovjet-kenner.

### Leonhards werk
Van 1956 tot 1958 studeerde Leonhard Sovjet-geschiedenis en internationaal communisme aan de Universiteit van Oxford. Van 1963 tot 1964 werkte hij als senior onderzoeksmedewerker bij het Instituut voor Ruslandonderzoek aan de Columbia-universiteit in New York. Van 1966 tot 1987 was hij parttime docent aan de historische faculteit van de Yale-universiteit.
In 1987 bracht Leonhard voor het eerst sinds zijn vertrek in 1945 een bezoek aan de Sovjet-Unie. Een bezoek aan de DDR, waar de politieke hervormingen van president Gorbatsjov geen navolging kregen en waar Leonhard nog als verrader gold, was op dat moment nog niet mogelijk. Sinds 1993 was Leonhard een aantal keer als verkiezingswaarnemer voor de OVSE in Rusland, Wit-Rusland en Oekraïne.

## Onderscheidingen
- 1982: Phi Beta Kappa van de Yale-Universiteit;
- 1987: Orde van Verdienste van de Bondsrepubliek Duitsland I. Klasse;
- 1998: Eredoctoraat aan de Technische Universiteit Chemnitz;
- 2002: Oostenrijks ereteken voor wetenschap en kunst I. Klasse;
- 2004: Europese wetenschaps- en cultuurprijs.

## Belangrijkste werken
- 1995:  Die Revolution entläßt ihre Kinder.
- 1962: Sowjetideologie heute (met Gustav Wetter).
- 1963: Kreml ohne Stalin.
- 1965: Nikita Sergejewitsch Chruschtschow. Aufstieg und Fall eines Sowjetführers.
- 1975: Die Dreispaltung des Marxismus. Ursprung und Entwicklung des Sowjetmarxismus, Maoismus und Reformkommunismus.
- 1975: Am Vorabend einer neuen Revolution. Die Zukunft des Sowjetkommunismus.
- 1980: Eurokommunismus. Herausforderung für Ost und West.
- 1990: Das kurze Leben der DDR. Berichte und Kommentare aus vier Jahrzehnten.
- 1998: Spiel mit dem Feuer. Russlands schmerzhafter Weg zur Demokratie.
- 2000: Spurensuche. 40 Jahre nach „Die Revolution entläßt ihre Kinder“.
- 2006: Die Vereinigung von KPD und SPD zur SED.
- 2007: Meine Geschichte der DDR.
- 2009: Anmerkungen zu Stalin.

- Bibsys: 90101617
- Biblioteca Nacional de España: XX908173
- Bibliothèque nationale de France: cb11912493g (data)
- CiNii: DA00700283
- Gemeinsame Normdatei: 118571796
- International Standard Name Identifier: 0000 0001 0881 4218
- Library of Congress Control Number: n50049796
- Nationale Bibliotheek van Letland: 000036752
- Bibliotheek van het Japanse parlement: 00447398
- Nationale Bibliotheek van Tsjechië: jn20000603721
- Nationale bibliotheek van Australië: 35300600
- Nationale Bibliotheek van Israël: 987007277180405171
- Nationale Bibliotheek van Polen: a0000002507240
- Nationale en Universitaire bibliotheek Zagreb: 000081729
- Nederlandse Thesaurus van Auteursnamen: 070662231
- Réseau des bibliothèques de Suisse occidentale: 02-A003513284
- SNAC: w6r354kv
- Système universitaire de documentation: 026983761
- Trove: 903304
- Virtual International Authority File: 27067532
- WorldCat: E39PBJy48pkg38RYvqXggxXjmd